# Galina Savitskaja
Galina Savitskaja, född den 13 juli 1961 i Minsk, dagens Belarus, är en sovjetisk basketspelare som var med och tog OS-brons 1988 i Seoul.